# راس المحنة
راس المحنة هو مسلسل تلفزيوني جزائري كوميدي على قناة الشروق تي في في رمضان سنة 2020. وهو إنتاج ريال تايم، إخراج ياسر عردي ، بطولة عنتر هلال وصبرينة بوقرية. عن قصة حياة العائلة الجزائرية، عائلة عيسى والمشاكل والاحداث اليومية التي يعيشونها، مسلسل بطابع مضحك لكنه مليئ بالعبر والمقولات الشعبية.

## الطاقم

### الممثلون
بطولة:
- عنتر هلال في دور "عيسى"
- صبرينة بوقرية في دور "جميلة (زوجت عيسى)"
- ادم مليسي في دور "امير (ابن عيسى)"
- ليديا شبوط في دور "اميرة (ابنت عيسى)"
- محمد دلوم في دور "صلوح (اخ جميلة) "
- حورية بشاخ في دور "سعدية (زوجة صلوح)"
- زهرة شبانة في دور "خروفة"

ضيوف الشرف:
- خديجة براهيمي
- عبد العزيز قاصد
- إسماعيل قمبور
- مروى سعيدي